# Port-Joinville
Koordinaten: 46° 43′ N, 2° 21′ W

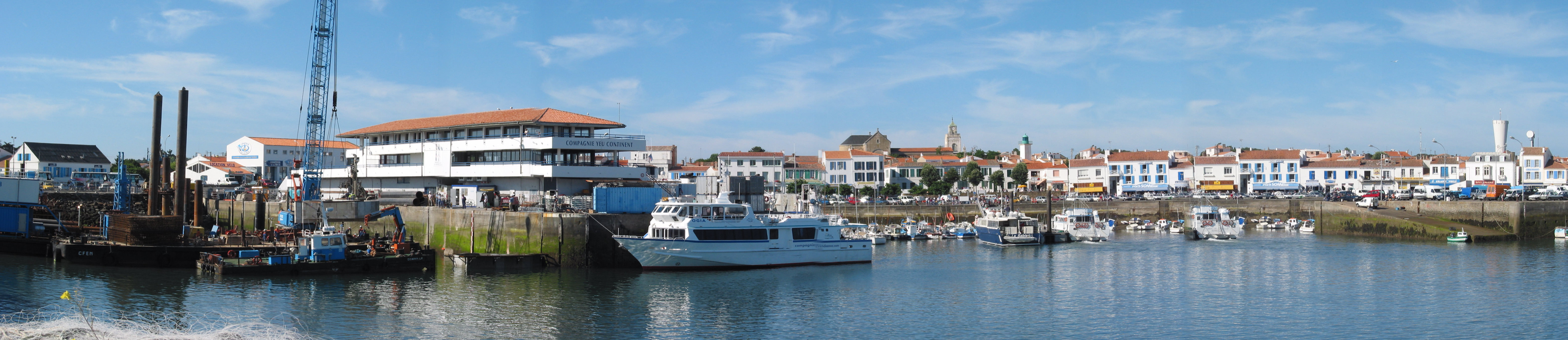
Port-Joinville

Port-Joinville ist mit ca. 2000 Einwohnern Hauptort und Fährhafen der französischen Atlantikinsel Île d’Yeu im Département Vendée in der westfranzösischen Region Pays de la Loire. Der Ort liegt an der Nordost-Küste der Insel. 

## Geschichte
Bis zum 17. Jahrhundert existierte nur ein kleiner von zwei felsigen Molen eingefasster Naturhafen. Dieser war aufgrund der günstigen Lage zwischen Bordeaux und den nördlichen Handelsgebieten als Hochseeetappe besonders bei Seeleuten aus dem Armorique beliebt, was dem Hafen zunächst den Namen Port aux Bretons und später die Bezeichnung Port Breton eintrug.
Im 17. Jahrhundert wurde dann ein neuer Kai errichtet und 1846 wurde der Ort in Port-Joinville umbenannt. Mit dem neuen Namen wollte man Louis-Philippe-Joseph, Herzog von Orléans, Prince de Joinville und seinen Sohn Louis-Philippe ehren, die im 19. Jahrhundert den weiteren Ausbau des Hafens vorangetrieben hatten. Im 20. Jahrhundert kamen ein Hafenbecken, ein moderner Fischereihafen und ein Yachthafen hinzu. Im Jahr 2005 wurde ein Anleger für Katamarane neben dem bisherigen Hauptanleger Gare Maritime gebaut. 

## Verkehrsanbindung

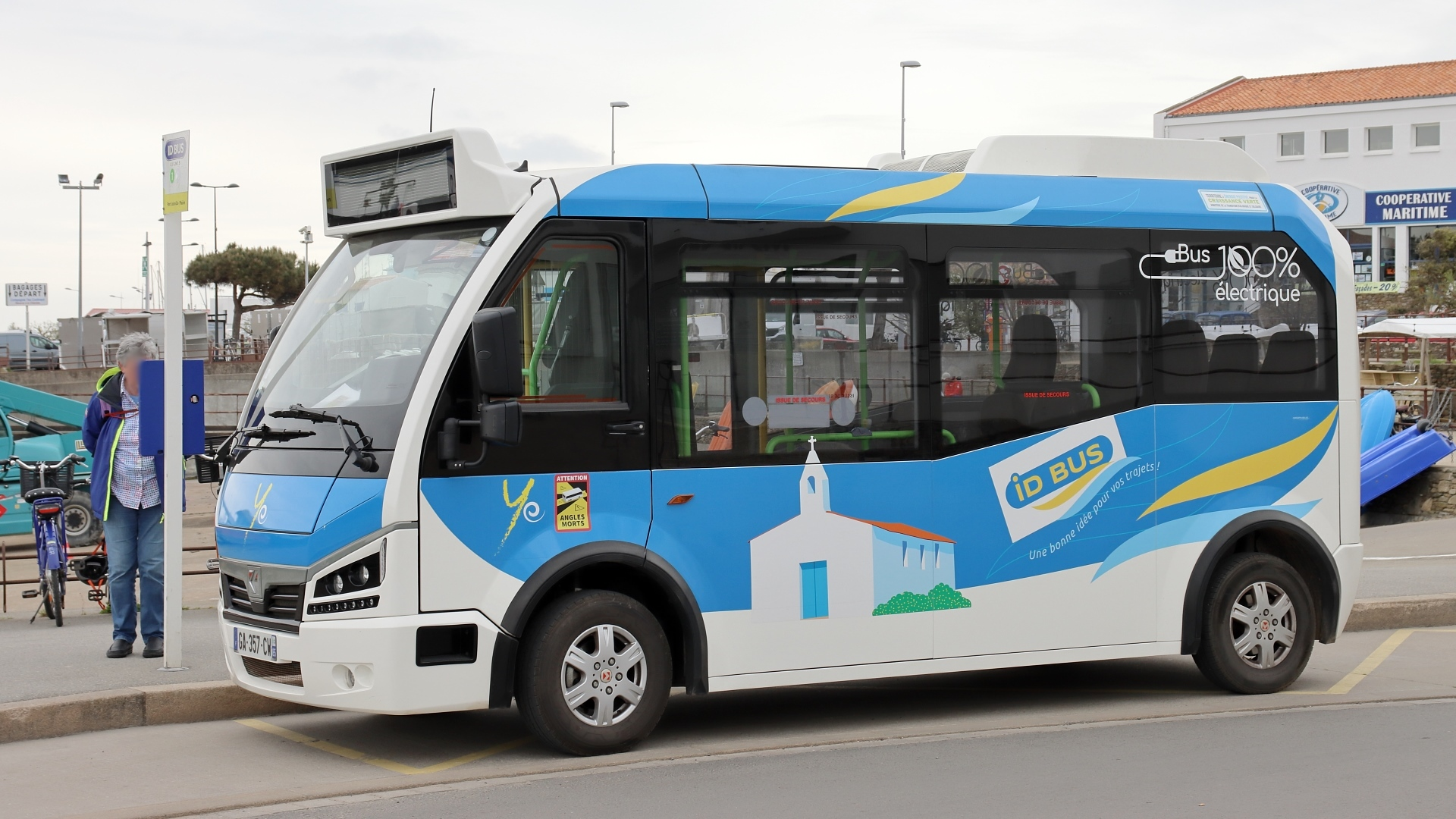
Vollelektrischer ID-Bus in Port-Joinville

Der Fährhafen von Port-Joinville ist mit Fähren verschiedener Gesellschaften mit dem Festland verbunden. Die Fahrzeit nach Fromentine, La Fosse auf der Île de Noirmoutier oder St. Gilles-Croix-de-Vie beträgt 40 bis 70 Minuten. Am 12. Januar 2006 wurde ein Katamaran mit dem Namen Pont d’Yeu in Dienst gestellt, der die Überfahrt nach Fromentine auf 30 Minuten verkürzt.
In der Nähe des Hafens befindet sich am Quai de la Chapelle der Hubschrauberlandeplatz, der eine Flugverbindung nach La Barre-de-Monts bei Fromentine ermöglicht.
Ein besonders beliebtes Fortbewegungsmittel auf der Insel ist das Fahrrad. Viele Einheimische nutzen das Fahrrad, um Parkproblemen im Hafenbereich zu entgehen. Für Touristen halten zahlreiche Fahrradverleiher viele tausend Zweiräder vor. Eine Alternative zum motorisierten Individualverkehr sind die Omnibuslinien des sogenannten ID-Bus.

## Wirtschaft
Lange Zeit bildete der Fischfang die wichtigste Einnahmequelle, flankiert von einigen großen Fischverarbeitungsfabriken (Ortsteil Usines; mittlerweile stillgelegt). Eine große Fischauktionshalle neben dem Wochenmarkt wurde 2005 abgerissen. Im November 2023 wiesen von den für die Île d’Yeu im EU-Fischereiflottenregister aufgeführten insgesamt 24 Fischereifahrzeugen nur 11 eine Länge von mehr als 10 m auf.
Heute sorgen vor allem in den Sommermonaten Touristen bei den Insulanern für eine weitere Einkommensmöglichkeit. Port-Joinville ist wegen seiner ursprünglichen für die Region typischen Bebauung mit kleinen weißen Häusern beliebt. Entlang des Hafens gibt es zahlreiche Wirtschaften von denen aus das Treiben der Fischer beobachtbar ist. Obwohl es an den Ein- und Ausfallstraßen jeweils einen großen Supermarkt gibt, konnte sich im Ortskern ein Stamm von traditionellen, handwerklich arbeitenden Einzelhändlern (Bäcker, Metzger, Eisenwaren) bislang halten.

## Sehenswertes
Baulich dominiert wird der Ort von der Kirche Notre-Dame du Port, die 1827 bis 1829 errichtet und 1887 erweitert wurde. Im Inneren sind u. a. drei Votivschiffe zu bewundern.
Sehenswert sind auch die alte Seenotrettungsstation der Société centrale de sauvetage des naufragés. Vor dem Gebäude wurde das früher benutzte Seenotrettungsboot Fedeau de Brou aufgestellt. Der moderne Seenotrettungskreuzer SNS 084 President Louis Bernard hat seinen Liegeplatz im Hafen. 
Ebenfalls in Häfennähe befindet sich am Quai de la Chapelle ein Fischereimuseum (Musée de la Pêche). 
Auf dem Friedhof oberhalb von Port-Joinville liegt Marschall Philippe Pétain begraben, der 1945 bis 1951 im Fort de Pierre-Levée inhaftiert war. Seinem Leben widmet sich ein privates Museum im Ort.

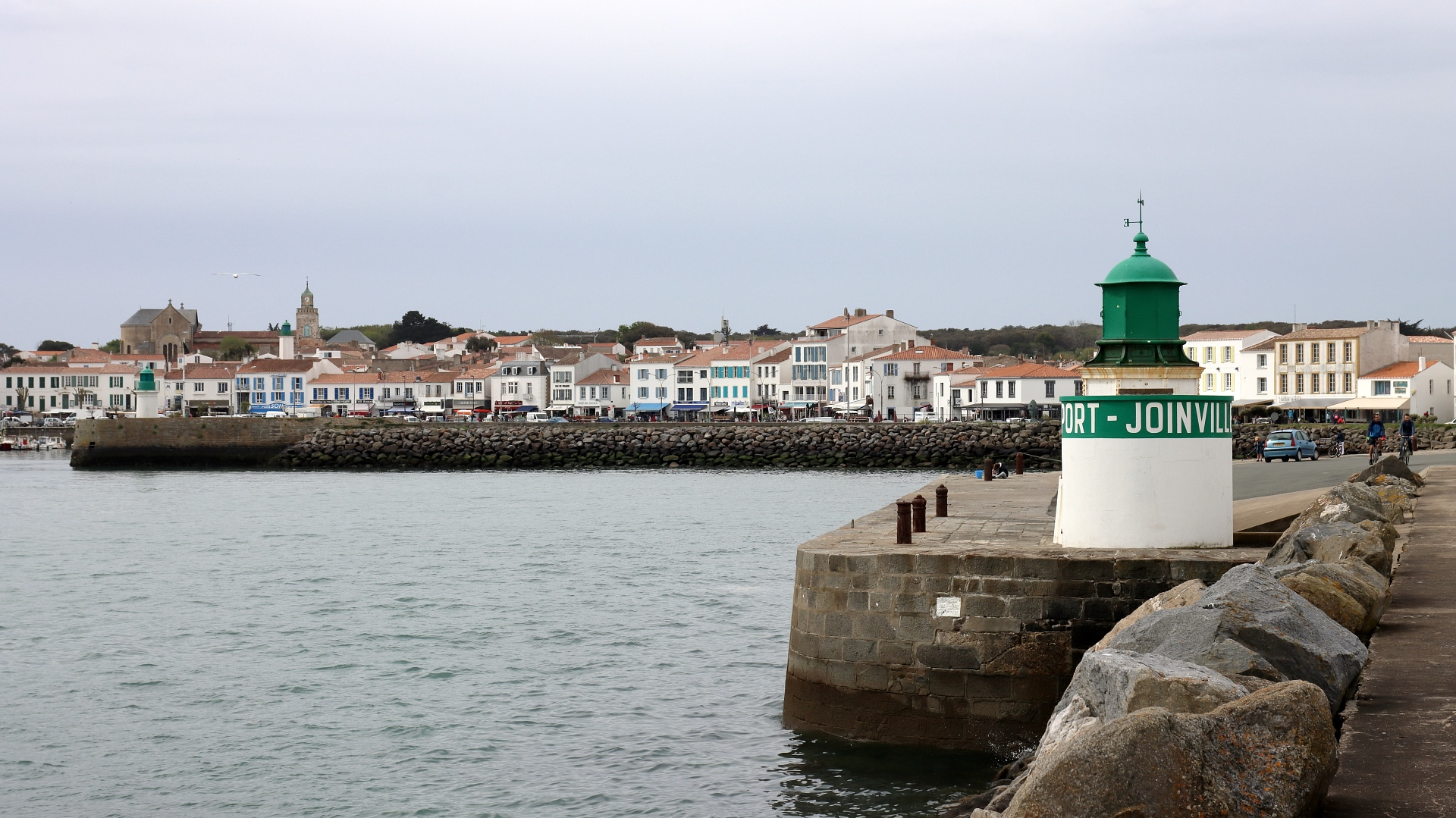
Blick durch die Hafeneinfahrt von Port-Joinville zum Quai Carnot
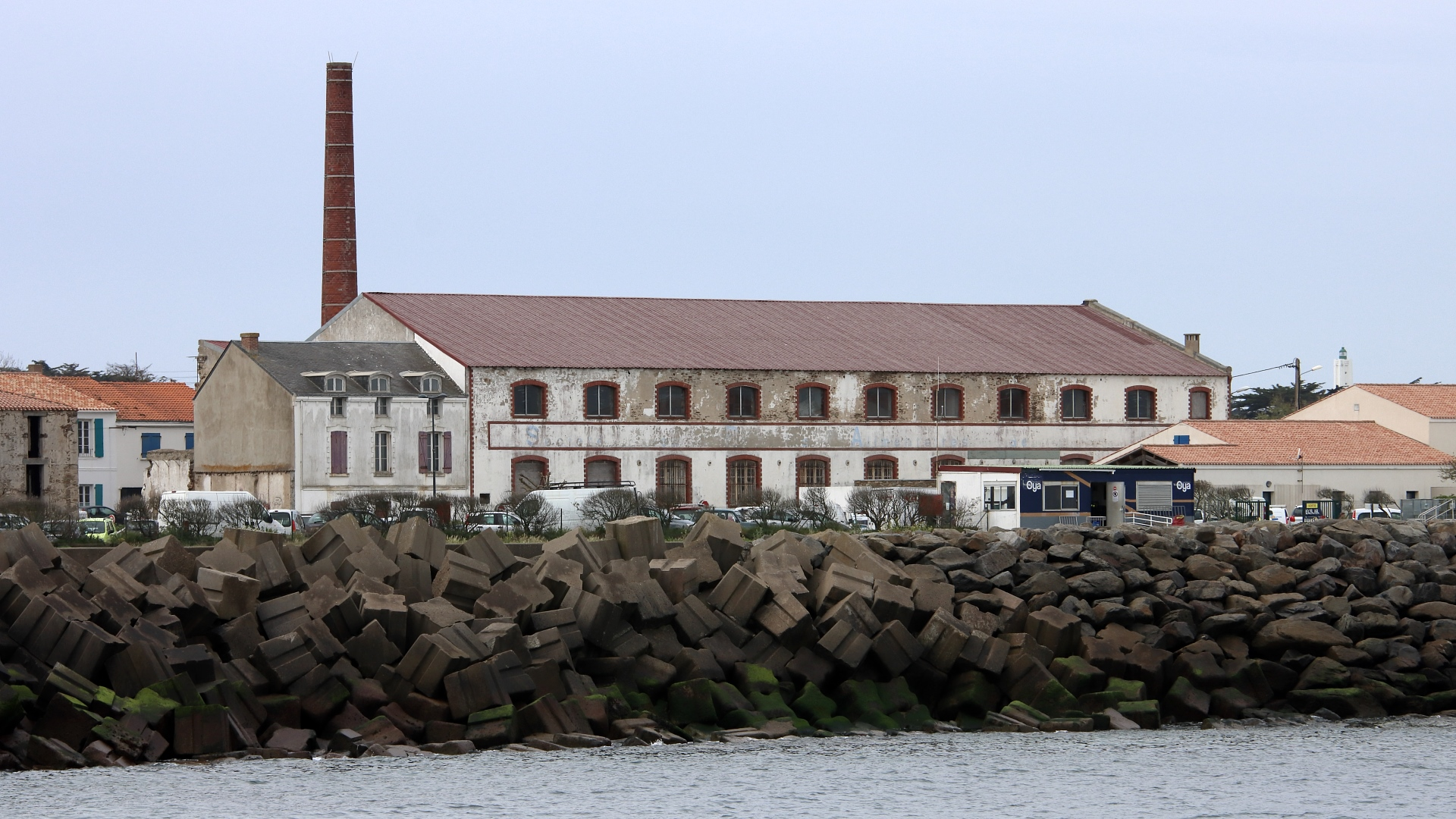
Ehemalige Fischverarbeitungsfabrik von Port-Joinville
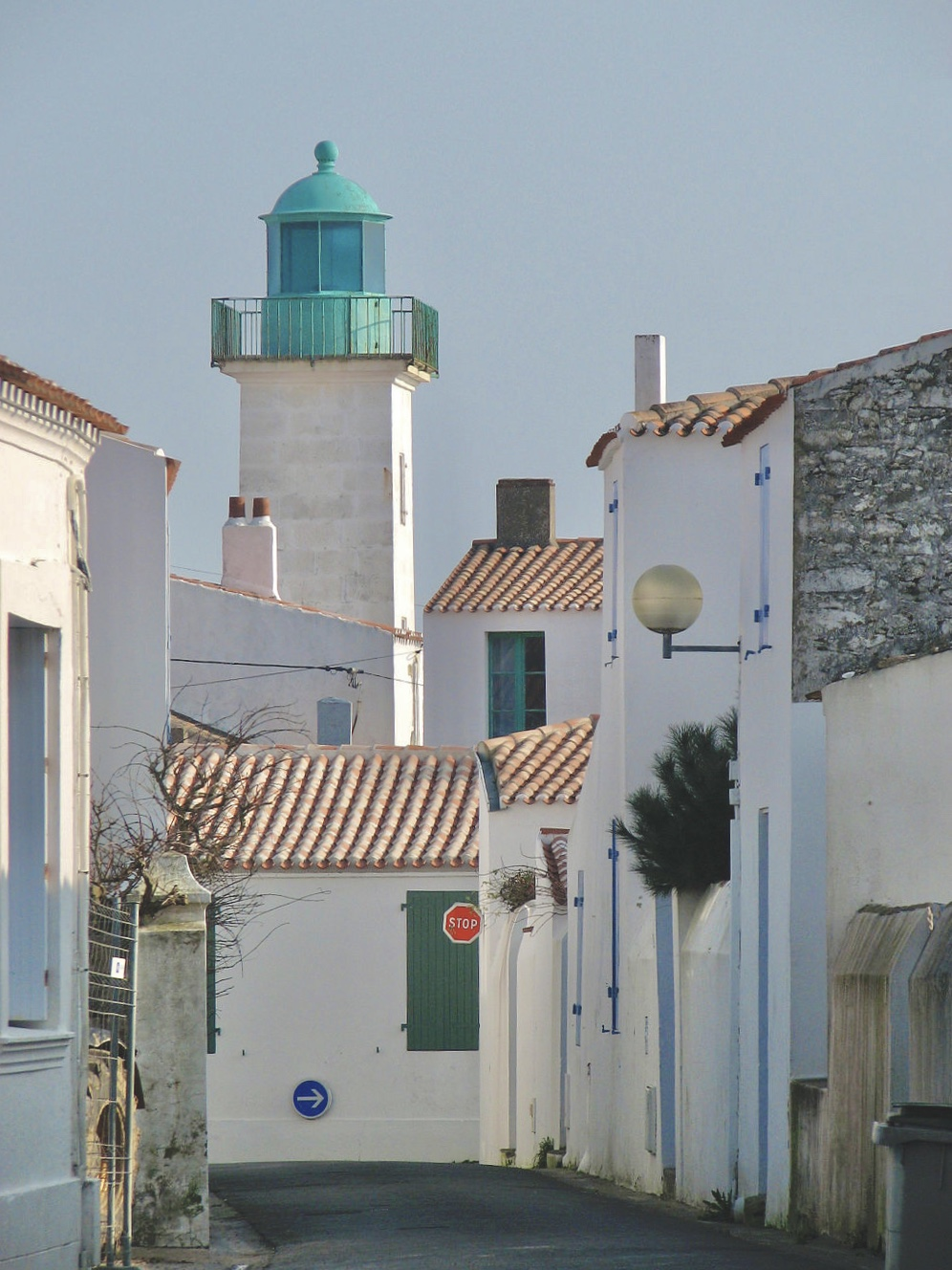
Der im Ort stehende Phare des Mariés ist nicht mehr aktiv.
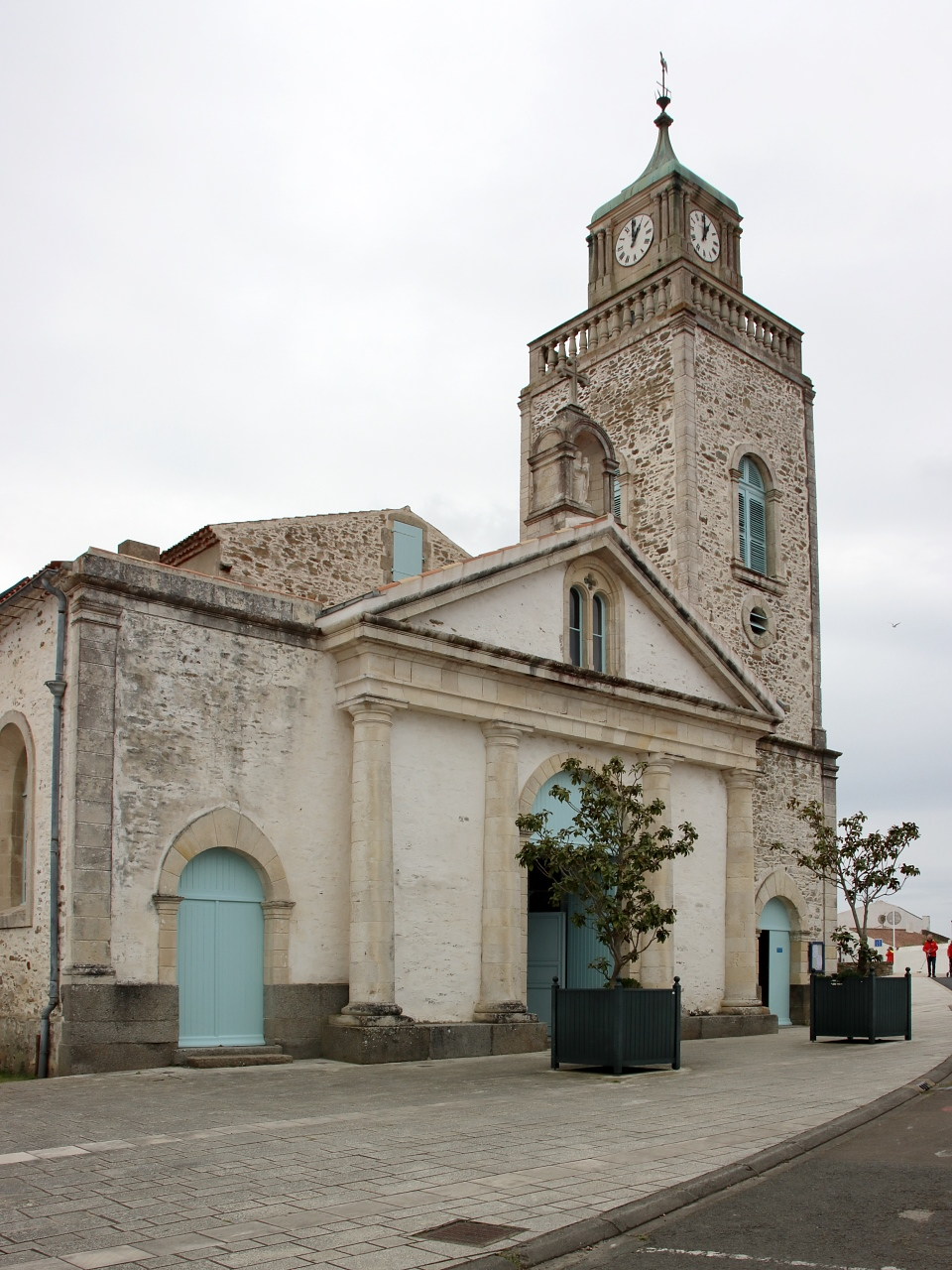
Notre Dame du Port in Port-Joinville
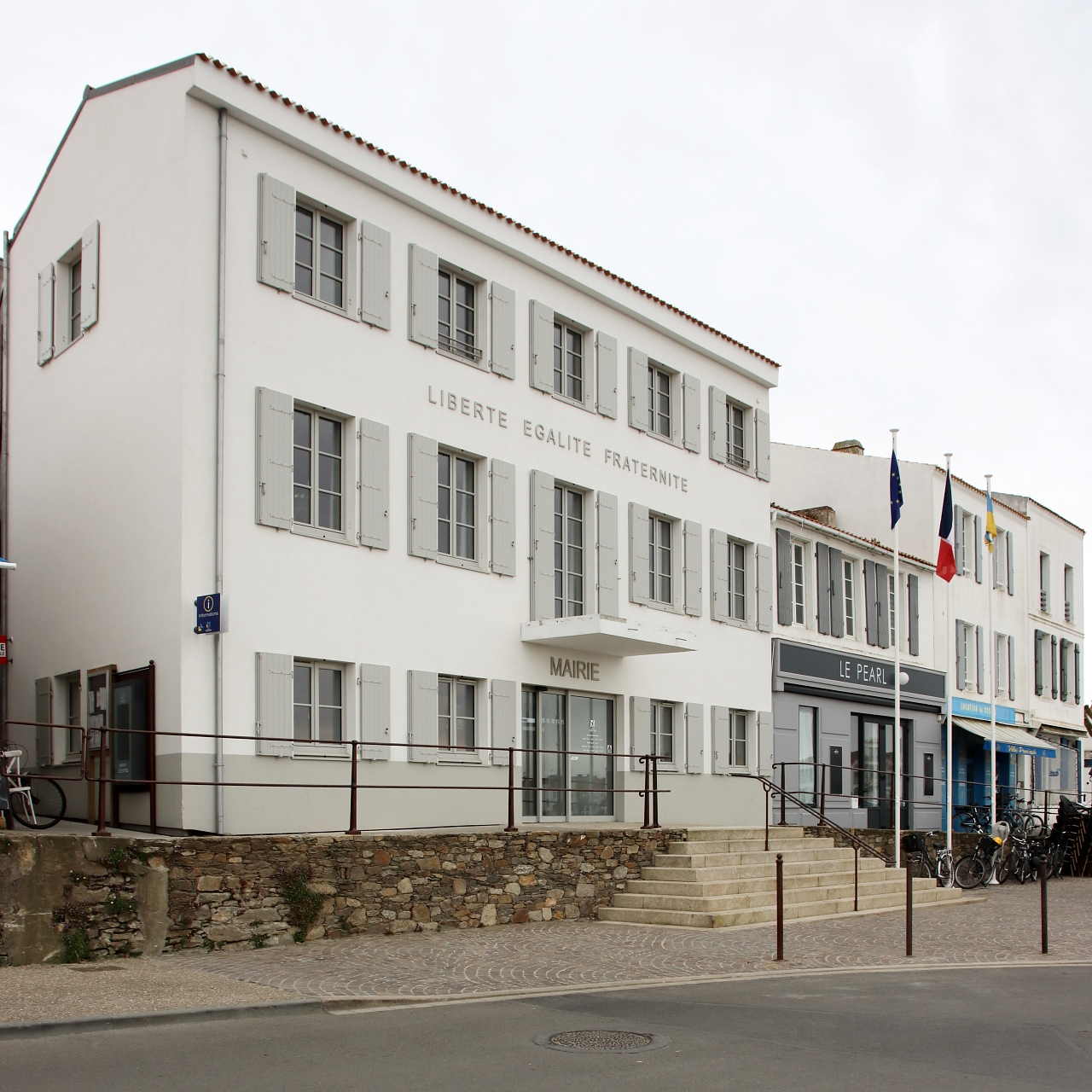
Rathaus (Mairie) in Port-Joinville
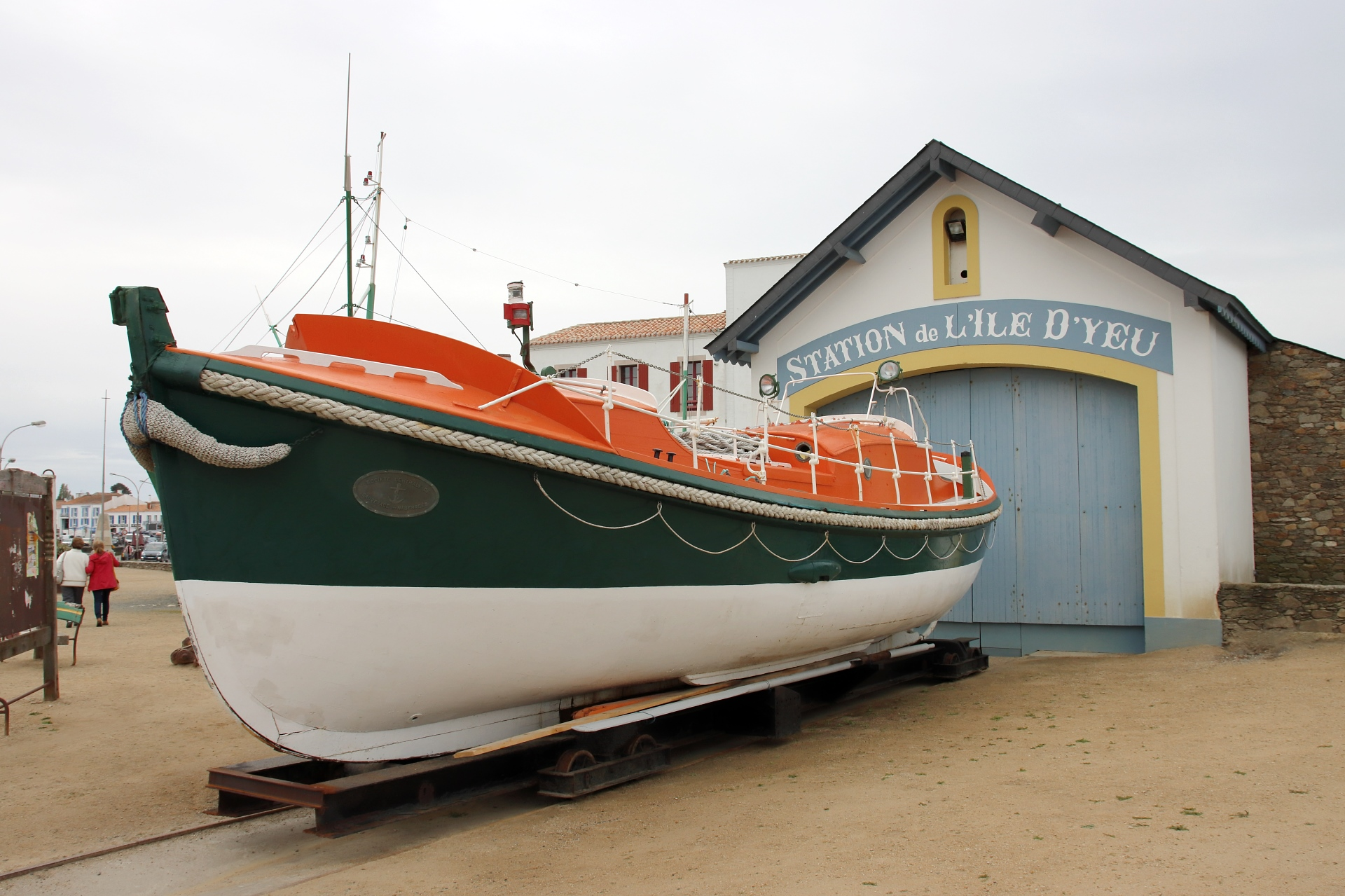
Frühere Seenotrettungsstation in Port-Joinville
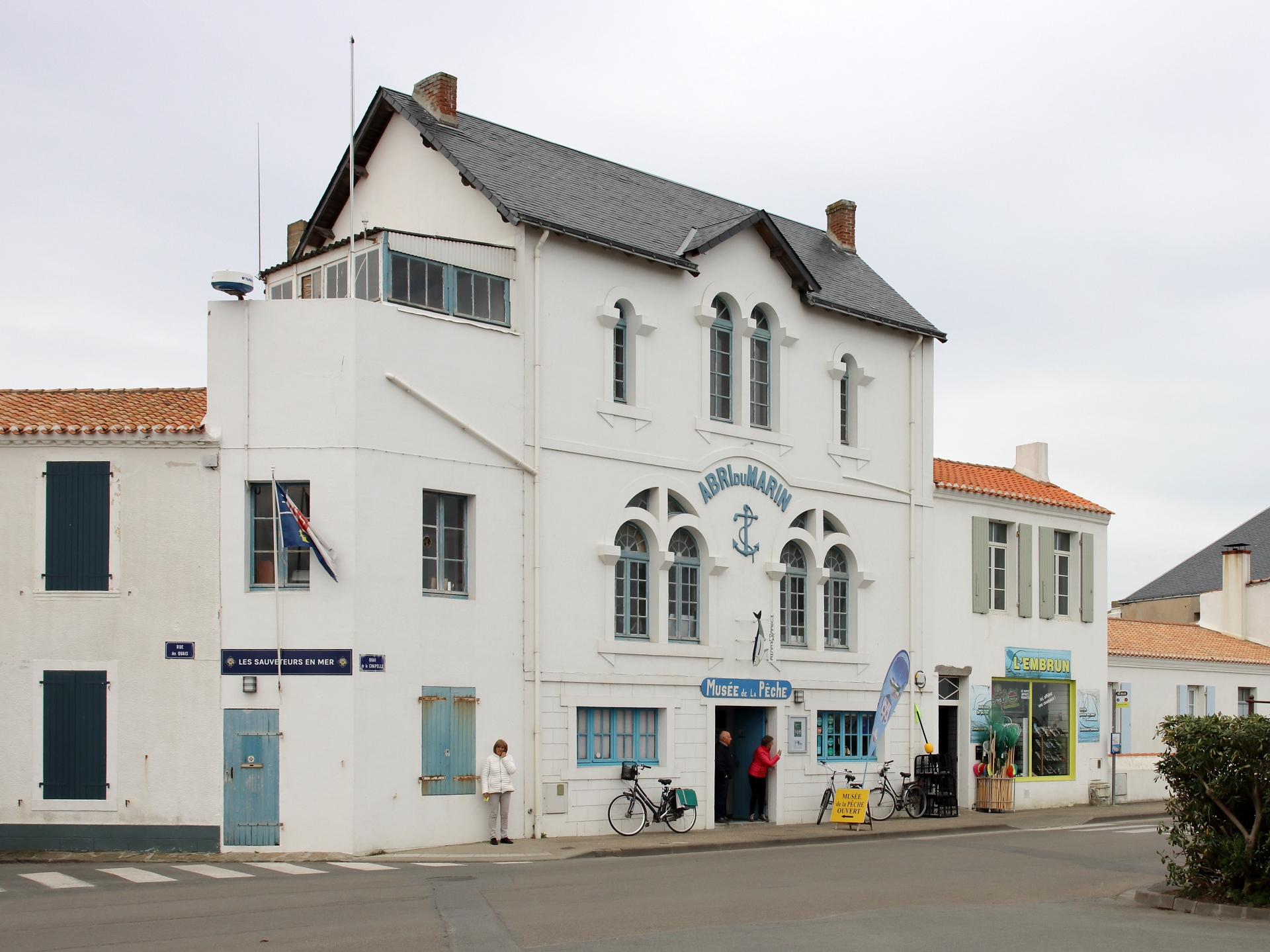
Fischereimuseum in Port-Joinville